# 베젠동크 가곡
《베젠동크 가곡》(독일어: Wesendonck Lieder) WWV. 91은 리하르트 바그너가 작곡한 연가곡이다.

## 개요
바그너의 가곡은 그 수가 비교적 적은 편인데, 이 ‘베젠동크 가곡’은 만들어진 경위와 작곡 기법에서 상당히 중요한 위치를 차지한다. 바그너 자신도 일기에 ‘이 노래만큼 뛰어난 노래를 쓴 적이 없으며, 나의 모든 작품 중에서도 극소수만을 이 작품과 비교할 수 있을 것이다’라고 썼을 만큼 뛰어난 작품이다. 파리의 2월 혁명(1848)의 영향으로 일어난 1849년의 드레스덴 혁명에서 궁정 지휘자임에도 불고하고 혁명 시위대 측에서 정부군에게 저항했던 바그너는, 혁명이 진압되고 당국이 체포장을 발부함에 따라 쫓기는 몸이 되어 이후 13년간 망명생활을 하게 되었다. 스위스 취리히에서 보낸 초기의 9년간은 쇼펜하우어의 철학을 알게 되고 대작 니벨룽의 반지에 착수하게 되면서 그의 인생과 창작에 있어서 대전환기를 맞은 기간이었다.
취리히에서 우연히 알게 된 오토 베젠동크(Otto Wesendonck, 1815 ~ 1896)는 뉴욕에 잇는 견직물상의 유럽 대표인으로서 재력가였고, 부인 마틸데(Mathilde Wesendonck, 1828 ~ 1902)와 함께 예술애호가이기도 했다. 1852년 2월에 바그너를 알게 된 이후부터 이 부부는 그에게 거액의 후원금을 제공하기도 했다. 1857년 베전동크 부부는 전부터 조용한 곳에서 지내기를 원했던 바그너에게 거처할 곳을 마련해 주었는데, 취리히 근교의 ‘푸른 언덕’ 에 새로 지은 베젠동크가의 인접한 평안하고 쾌적한 주택이었다. 바그너는 베젠동크 부부를 알게 된 다음 해에 피아노곡 ‘앨범을 위한 소나타’를 작곡하였는데, 이후 대작 니벨룽의 반지의 작업을 중단하고 트리스탄과 이졸데에 착수하였다. 이 해 1857년에는 푸른 언덕의 집으로 옮겨 베젠동크가와 가끼이 살면서 부인 마틸데와의 사랑이 급속히 전진된다. 이듬해 8월에 오토가 갑자기 과거를 캐묻게 되기까지의 시간 동안 두 사람의 사랑은 극에 달했고, 정신적인 순애보로 승화되기를 지향하면서 깊은 고뇌도 함께 느끼며 사랑을 키워나갔다.
이들의 사랑이 한창 무르익을 무렵, 바그너가 자신에게 헌정한 트리스탄과 이졸데의 대본을 읽고 감명을 받은 마틸데가 ‘5개의 시’를 쓰게 되었는데, 그 중에서 ‘꿈’과 ‘온실에서’가 ‘트리스탄과 이졸데으로의 습작’이라는 부제로 완성되었다. 이것은 물론 트리스탄과 이졸데와 비슷했으며, 깊은 사랑의 고뇌가 한창일 무렵의 두 사람의 생각을 반영하는 듯한 가곡 작품의 결정채였다. ‘온실에서’는 트리스탄과 이졸데의 3막 전주곡, ‘꿈’은 2막 2중창의 소재로 활용되었기 때문에 ‘베젠동크 가곡’은 ‘트리스탄과 이졸데’의 곁에 확고하게 자리잡은 작품이다. 작곡기법에서 오페라 ‘트리스탄과 이졸데’의 예고편처럼 조바꿈과 화성진행을 사용하고 있는 점이 흥미롭다.
이 곡은 원래 피아노 반주용으로 만들어졌으나, 이후에 관현악용으로 편곡되었다. ‘꿈’은 마틸데의 생일인 1857년 12월 23일에 바그너가 직접 관현악용으로 편곡하였고, 나머지 4곡은 바그너 작품의 지휘자이자 안톤 브루크너의 학생으로 유명한 펠릭스 모틀(Felix Mottl, 1856 ~ 1211)이 편곡했기 때문에, 오늘날에는 5곡 모두가 관현악 반주로 연주되는 경우가 많다.

## 편성
소프라노 독창, 플루트2, 오보에2, 클라리넷2, 바순2, 호른4, 트럼펫1, 팀파니, 현5부

## 연주시간
- 약 20분

## 구성
제1곡 '천사' (Der Engel)
사장조 4/4박자. 마텔데가 경애하는 바그너와 천국에 가서라도 두 사람의 사랑이 맺어졌으면 하는 애틋한 내용이 담겨져 있다. 짧은 전주에 이어서 온화하게 노래한다. 음악은 죠용하고 정열적이며 맑게 진행된다.
제2곡 '멈춰라!' (Stehe still!)
내림마장조 6/8박자. 끊임없이 돌아가는 우주의 흐름 속에서 괴로움을 알게 된 자신의 마음을 이야기한다. 어수선한 반주 음형을 기초로 노래한다. ‘입술은 놀란 침묵 속에 말이 없네. 어떤 바람도 내면은 보여주지 않네’라고 노래한다. 잠시 후에 곡은 조용해지고 괴로움을 안 다음의 허무함. 공허함 그리고 먼 고요함에 대한 그리움을 노래한다. 후주가 점점 작아지면서 조용한 화음으로 끝난다.
제3곡 ‘온실에서’ (Im Treibhaus)
라단조 6/8박자. 이 곡의 주요 악상이 오페라 트리스탄과 이졸데의 동기로 사용되었기 때문에 흔히 이 곡은 ‘트리슨탄에의 습작’이라 말한다. 가사의 내용은 온실에서 자라는 식물과 비교하여 맺어지지 않는 사랑의 체념을 노래하고 있다. 먼저 외로운 그리움과 풀리지 않는 괴로움을 상징하는 듯한 전주가 연주된다. 이 전주는 트리스탄과 이졸데 1막의 전주곡 첫 부분에 나타난 동기 중에서 목관으로 연주되는 부분과 비슷하게, 안타까운 인상을 준다. 드디어 밤의 어둠이 등장하는 부분에서는 음울하고 신비적으로 연주된다.
제4곡 ‘고통’ (Schmerzen)
다단조 4/4박자. 자신의 사랑에 대한 고통의 깊이를 저물어가는 석양에 빗대어 노래하고 있다. 강한 음이 하강하는 전주는 저물어가는 태양을 표현하는 듯히다. 우후 저물어가는 태양의 아름다움을 노래한다. 노래가 끝난 후에 후주는 강약의 교체가 자주 이루어져 불안정한 마음을 잘 표현한다.
제5곡 ‘꿈’ (Träume)
내림가장조 3/4박자. 바그너는 이 곡을 ‘트리스탄과 이졸데’ 2막에 나오는 사랑의 2중창에 사용하였다. 사랑을 꿈에 담아 노래한 허뭉한 노래이다. pp의 화성적인 음형이 계속 흐르는 전주, 이후에 은밀하게 노래가 시작된다. 이우 전주와 같은 분위기의 긴 후주가 점점 작게 연주되면서 곡이 끝난다.

## 가사

### 제1곡 '천사'
| In der kindheit frühen Tagen Hört ich oft von Engeln sagen, Die des Himmels hehre Wonne Tauschen mit der Erdensomme, Daß, wo bang em Herz in Sorgen Schmachtet vor der Welt verborgen, Daß, wo brünstig sein Gebet Einzig um Erlösung fleht, Da der Engel niederschwebt, Ja,es stieg auch mir gin Engel nieder, Und auf leuchtendem Gefieder Führt er, ferne jedem Schmerz, Meinen Geist nun himmelwärts! | 옛날 어린 시절에 천사들이 말하는 소리를 들었네 천상의 숭고한 기쁨을 대지의 태양과 바꾸었네 걱정으로 마음이 불안하여 그리워하며 세상 앞에서 숨어버리네 조용히 피를 흘리며 밀려드는 눈물 하염없이 흘러가네 열렬한 기도 소리만이 유일하게 구원을 바라고 천사가 내려오더니 부드럽게 하늘로 날아오르네 그래, 내게 천사가 내려왔네 찬란한 날개짓을 하며 모든 아픔을 멀리 날려 보내고 나의 정신을 다시 하늘로 인도하네. |

### 제2곡 '멈춰라'
| Sausendes, brausendes Rad der Zeit, Messer du der Ewigkeit; Leuchtende Sphäten im weiten All, Die ihr umringt der Weltenball; Urewige Schöpfung, laß mich ein, Halte an dich, zeugene Kraft, Urgedanke, der ewig schafft! Hemmet den Atem, swillet den Drang, Schwellende Pulse, fesselt den Schlag; Ende, des Wollens ew'ger Tag! Daß in selig süßem Vergssen Ich mög'alle Wonne ermesen! Wenn Auge in Seile versinken; Wesen in Wesen sich wiederfindet, Und alles Hoffens Ende sich kündet, Die Lippe verstummt in staundendem Schweigen, Keinen Wunsch mehr will das lnnre zeugen; Erkennt der Mensch des Ew'gen Spur, Und lös. | 째깍거리며 소곤대는 시계의 바퀴 소리 영원을 자르는 너 칼날이여 드넓은 우주 속에 빛나는 하늘이 세상의 둥근 곤을 감싸고 있네 태초의 창조의 순간이여, 멈추어다오 변화는 이제 충분하니, 나를 놓아다오 너, 창조하는 힘에 매달려 영원히 창조하는 최초의 생각이여 호흡을 멈추고, 충동을 가라앉히며 오직 일 초 동안만 침묵을 하네 뜀박질하는 맥박은 박자에 얽매여 욕망의 영원한 날이 끝을 고하네 성스럽게 달콤한 망각 속에서 모든 기쁨을 측정하고 싶다. 만약 눈 속에서 눈을 기뻐하며 마신다면 영혼은 완전히 영혼 속에 잠기리라 본질 속에 본질을 다시 찾아내며 모든 희망의 끝이 소식을 알려온다 입술은 놀란 침묵 속에 말이 없네 어떤 바람도 내면은 보여주지 않네 인간이 영원의 흔적을 인식하면 성스러운 자연이여, 너의 수수께끼는 풀리리라 |

### 제3곡 '온실에서'
| Hochgewölbte Blätter Kronen Baldachine von Smaragd Kinder ihr aus fernen Zonen, Saget mir, warum ihr kiagt? Sehweigend neiget ihr die Zweifge, Malet Zeichen in die luft, Und der Leiden stummer Zeuge Steiget aufwärts, süßer Duft. Weit in sehnendem Verlangen Breitet ihr die Arme aus, Und umschlinget wahnbefangen öder Leere nicht'gen Graus. Wohl, inh weiß es, arme Pflanze; Ein Geschicke teilen wir, Ob umstrahlt von Licht und Glanze, Unsre Heimat ist nicht hier! Und wie froh die sonne scheidet Von des Tages leerem Schein, Hüllet der. der wahrhaft leidet, Sich in Schweigens Dunkel ein. Stille wird's, dunkln Raum: Schwere Tropfen seh ich Schweben An der Blätter grünem Saum. | 높은 아치형을 이룬 잎들이여. 에메랄드빛의 천장과 먼 곳에서부터 온 아이들이여. 내게 말하라, 너희는 왜 슬퍼하는가? 너희는 말없이 가지를 꺾어 허공에 무엇인가를 그려 넣었네. 그리고 말이 없는 증인의 고뇌 달콤한 향기여, 위로 올라가라. 너희는 간절한 그리움으로 팔을 넓게 펼쳐 미친 듯이 서로 엉키어 쓸쓸하고 공허한 공포를 품는다. 불쌍한 식물이여, 나는 잘 안다. 우리는 같은 운명을 나누고 있구나. 빛과 광채에 에워 쌓혀 있어도 우리의 고향은 이곳이 아니다! 태양은 얼마나 기쁘게 떠나는가 한낮의 텅 빈 광채로부터 진정으로 고뇌하는 자는 침묵의 어둠 속에 쌓인다. 고요함이 찾아오고 어두운 공간을 불안스레 채우면, 나는 무거운 물방울이 푸른 잎사귀에 매달려 움직이는 것을 본다. |

### 제4곡 '고통'
| Sonne, weinst jeden Abend Dir die schönem Augen rot, Wenn im Meeresspiegel badend Dich erreicht der frühe Tod; Doch erstehst in alter Pracht, Glaorie der düstren Welt, Du arn Morgen neu erwacht, Wie ein stolzer Siegesheld! Ach, wie sollte ich da klagen, Wie, mein Herz, so schwer dich sehn, Muss dis Sonne selbst verzagen, Muss die Sonne untergehn? Und gebieret Tod nir Leben, Geben Schmerzen Wonne nur; O wie dank ich, dass gegeben Solche Schmerzen mir Natur! | 태양이여, 매일 밤 슬피 울어 너의 아름다운 눈은 붉어지네. 노을이 지며 바다 속에 잠길 때 죽음이 네게 찾아오네. 그러나 너는 오래된 화려함으로 부활하네. 어두운 세상의 영광이여. 너는 아침에 새롭게 깨어나리! 자랑스러운 승리의 영웅처럼! 아, 나는 탄식하리 내 마음이 어떻게 괴로운 그대를 보고 있겠는가. 태양은 절망하고 있는가? 태양은 저물어야만 하는가? 죽음만이 생명을 낳고 고통이 기쁨을 준다면 나는 얼마나 감사해야 하는가? 이런 고통을 내게 안겨준 자연에게! |

### 제5곡 '꿈'
| Sag, welech wunderbare Träume Halten meinen Sinn umfangen, dass sie nicht wie leere Schäume Sind in oedes Nichts vergangen? Träume, die un jeder Stunde, Jedem Tage schöner blühn, Und mit ihrer Himmelskunde Selig durchs Gemüte ziehn! Träume, die wie hehre Strahlen in die Seele sich versenken, Dort ein ewig Bild zu malen; Allvergessen, Eingedenken! Träume, wie wenn Frühlingssonne Aus dem Schnee die Blueten küßt, Daß zu nie geahnter Wonne Sie der neue Tag begrüßt, Daß sie wachscn, dass sie blühen, Träumend spenden ihren Duft, Sanft an deiner Brust verglühen, Und dann sinken in die Gruft. | 말하라, 얼마나 놀라운 꿈들이 나의 마음을 사로잡고 있는지 그것들은 공허한 바다의 물거품 같이 사라지지 않는 꿈들 꿈들은, 매 순간마다 매일 더욱 아름답게 피어나고 하늘에 대한 소식과 함께 기쁘게 내 마음을 배회하네! 꿈들은, 숭고한 광휘같이 영혼으로 파고들어 영원한 그림을 그려 넣는데 모든 것을 잊게 하고 기억하게 하네! 꿈들은, 마치 봄빛이 눈 속에서 핀 꽃에 입 맞추듯이 결코 예측하지 못한 기쁨에 흥겨워 새로운 날은 이 꿈을 반가이 맞이하네. 꿈들은 자라고, 꿈들은 꽃을 피우고 꿈을 꾸며 향기를 퍼트리다가 너의 가슴속에 소리없이 시드네. 그리고 무덤 안으로 묻히네. |

## 참고 문헌
- 《작곡가별 명곡해설 라이브러리》 2권 '바그너' 〈음악지우사〉 (音樂世界)